# Mountain
Mountain är ett amerikanskt hårdrocksband bildat 1969. Gruppen bestod av Leslie West (sång/gitarr), Felix Pappalardi (som tidigare producerat Cream) på bas, Steve Knight (keyboard), och Norman D. Smart (trummor). Efter att gruppen uppträtt på Woodstockfestivalen ersattes Smart av Corky Laing.
I denna uppsättning spelade gruppen in sitt debutalbum, Climbing! som sålde bra tack vare hiten "Mississippi Queen". Gruppens andra albumsläpp sålde också hyfsat, men sedan minskade gruppens popularitet och man beslöt bryta upp 1972. West och Laing bildade därefter tillsammans med gamle Cream-basisten Jack Bruce det inte alltför långlivade bandet West, Bruce and Laing.

## Medlemmar
Nuvarande medlemmar
- Corky Laing – sång, trummor, slagverk (1969–1972, 1973–1974, 1981–1985, 1992–1998, 2001-idag)
- Joe Venti – basgitarr, sång (2008– )
- Phil Baker – gitarr, sång (2014– )

Tidigare medlemmar
- Leslie West – sång, gitarr (1969–1972, 1973–1974, 1981–1985, 1992–1998, 2001–2014)
- Felix Pappalardi – basgitarr, sång, keyboard (1969–1972, 1973–1974; död 1983)
- Steve Knight – keyboard (1969–1972; död 2013)
- N.D. Smart – trummor (1969)
- Bob Mann – gitarr, keyboard, bakgrundssång (1973)
- Allan Schwartzberg – trummor (1973)
- David Perry – gitarr, bakgrundssång (1973–1974)
- Miller Anderson – basgitarr, sång (1981–1984)
- Mark Clarke – basgitarr, sång, keyboard (1984–1985, 1995–1998)
- Richie Scarlett – basgitarr, sång (1992, 2001–2008)
- Randy Coven – basgitarr, sång (1993–1994; död 2014)
- Elvin Bishop – gitarr, sång (1994)
- Noel Redding – basgitarr (1994–1995; död 2003)
- Rev Jones – basgitarr (2008–?)

## Diskografi
Studioalbum
- 1970 – Climbing!
- 1971 – Nantucket Sleighride
- 1971 – Flowers of Evil
- 1974 – Avalanche
- 1985 – Go For Your Life
- 1996 – Man's World
- 2002 – Mystic Fire
- 2007 – Masters of War

Livealbum
- 1972 – Mountain Live: The Road Goes Ever On
- 1974 – Twin Peaks
- 2004 – Eruption

Samlingsalbum
- 1973 – The Best of Mountain
- 1995 – Over the Top
- 2010 – Crossroader - An Anthology 70/74

Singlar
- 1970 – "Mississippi Queen" (US #21)
- 1970 – "For Yasgur's Farm" (US #107)
- 1971 – "The Animal Trainer and the Toad" (US #76)